# Linn Torp

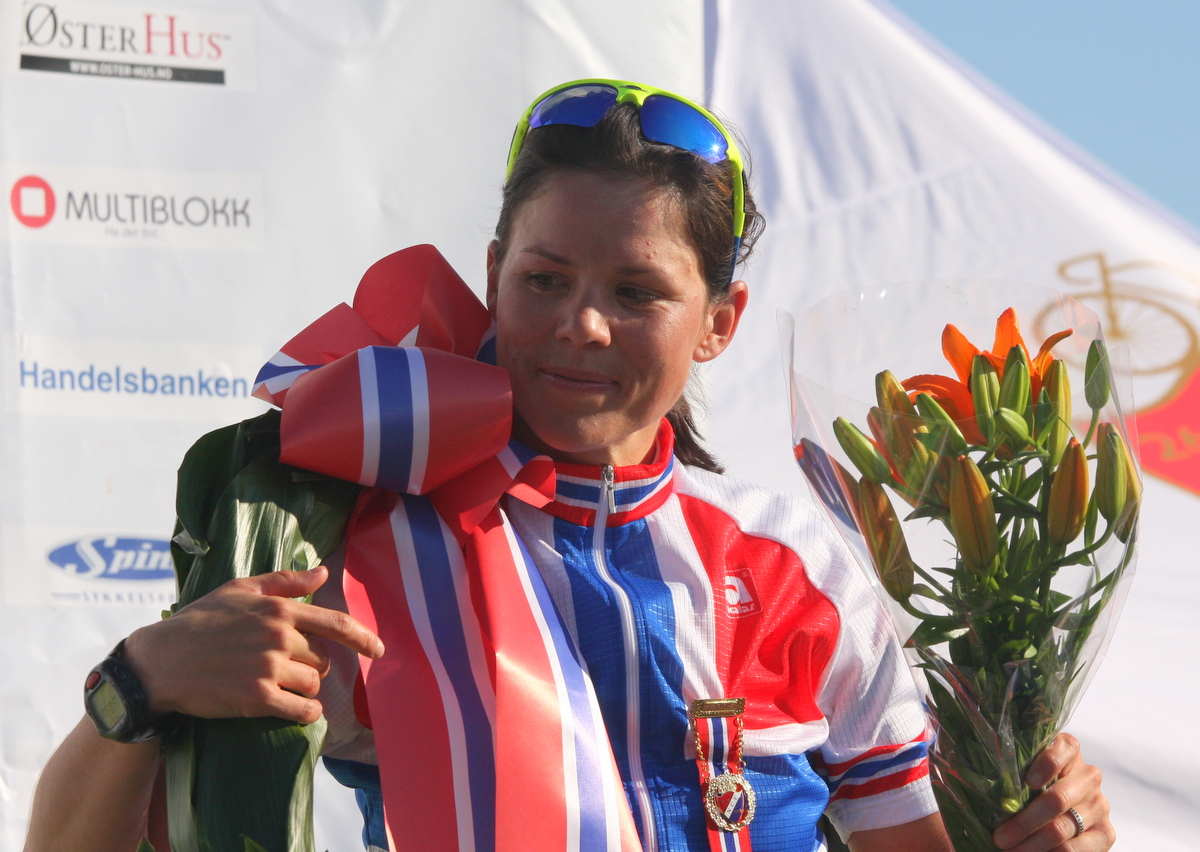
Linn Torp (2009)

Linn Torp (* 22. April 1977 in Lørenskog) ist eine ehemalige norwegische Radrennfahrerin, die auf Straße und Bahn aktiv war.
Bis 2011 errang Linn Torp 13 norwegische Meistertitel, sieben auf der Straße und sechs auf der Bahn. 2004 startete sie bei den Olympischen Spielen in Athen und wurde 53. im Straßenrennen.
2009, nach einem weiteren Sieg bei der norwegischen Straßenmeisterschaft, beendete sie ihre Radsportlaufbahn.